# Chartrier e Ferriera
Chatrier Ferriera (en francès Chartrier-Ferrière) és un municipi francès situat al departament de la Corresa i a la regió de la Nova Aquitània.

## Demografia
| 1962                                                   | 1968 | 1975 | 1982 | 1990 | 1999 | 2005 | 2010 | 2012 |
| ------------------------------------------------------ | ---- | ---- | ---- | ---- | ---- | ---- | ---- | ---- |
| 209                                                    | 223  | 224  | 265  | 272  | 275  | 325  | 340  | 342  |
| Des de 1962 fins a 1999: Població sense dobles comptes |      |      |      |      |      |      |      |      |

## Administració
| Període   | Identitat      | Partit |
| --------- | -------------- | ------ |
| 1965-2001 | Roger Delpy    |        |
| 2001-2006 | Raoul Mas      |        |
| 2006-2008 | Georges Saulle |        |
| 2008-     | Guy Roques     |        |